# Amnesty International
Амнести интернашонал, скраћено Амнести или АИ (енгл. Amnesty International, Аmnesty или AI - међународна амнестија) је светска организација за заштиту људских права, Организација има више од седам милиона чланова, са подршком у бројним земљама. Чланство се супротставља акцијама влада и група које покушавају да осујете људе у коришћењу својих права.
Организацију је у Лондону 1961. године основао адвокат Питер Бененсон, на темељима међународно прихваћених стандарда људских права, Универзалне декларације о људским правима и других докумената. Амнести интернашонал је пре свега независна, непрофитна и невладина организација. Амнести интернашонал је добитник Нобелове награде за мир 1977. за кампању против мучења, награде Уједињених нација на пољу људских права 1978. и Европске награде људских права (награде Парламентарне скупштине Савета Европе за људска права), медицинској секцији ове организације 1983. године.
Препознатљив симбол и лого Амнести интернашонала је свећа која гори, обавијена бодљикавом жицом, где свећа упозорава јавност и представља светлост и наду за све оне чија су права и животи угрожени. Мото организације је: Боље је упалити свећу, него проклињати таму. Амнести интернашонал делује кроз кампање, лобирања, истраживања и медијско скретање пажње на проблеме. Главне области деловања чланова организације су људско достојанство, права жена и деце, права избеглица, као и подршка свима осталима на којима се због својих уверења и статуса мањине крше људска права. Захтеви за укидање смртне казне, вршење притисака на владе држава за ослобађање заточеника савести и политичких затвореника, обезбеђивање праведних суђења, кампање против тортуре, окрутног поступања у затворима, политичких убистава и прогона људи због другачијег мишљења, још су неке од важних области деловања Амнестија. Организација делује независно од влада и идеологија.
Амнести интернашонал је основана у Лондону 1961. године, након објављивања чланка „Заборављени затвореници“ у часопису The Observer 28. маја 1961. године, заслугом адвоката Питера Бененсона. Амнести скреће пажњу на кршење људских права и залаже се за поштовање међународних закона и стандарда. Ова организација ради на мобилизацији јавног мњења како би се створио притисак на владе у областима у којима се врши злостављање. Амнестија смртну казну сматра „ултиматним, неповратним ускраћивањем људских права.“ На пољу међународних организација за заштиту људских права, Амнести има трећу најдужу историју, после Међународне федерације за људска права и Удружења за борбу против ропства.

## Историја

#### 2019.
У фебруару 2019. управа Амнести интернашонала понудила је оставку након што је један независни извештај открио оно што назива „токсичном културом” насиља на радном месту и пронашао доказе о малтретирању, узнемиравању, сексизму и расизму, након што је затражено да се истраже самоубиства тридесетогодишњег ветерана агенције Гаетана Мута у Паризу у мају 2018. године (који је оставио опроштајно писмо наводећи радне притиске), и 28-годишња приправнице Росалинд Макгрегор у Женеви у јулу 2018.
У априлу 2019. заменик директора Амнести интернашонала за истраживање у Европи, Масимо Морати, упозорио је да ће се, ако буде изручен Сједињеним Државама, оснивач Викиликса Џулијан Асанж суочити са „ризиком од озбиљних кршења људских права, наиме услова притвора, који би могли прекршити забрану мучења".
Дана 24. априла 2019. демонстранти су заузели рецепцију Амнестијских канцеларија у Лондону, протестујући против онога што су они сматрали неактивношћу Амнестије по питању кршења људских права против Курда у Турској, укључујући затварање и изолацију оснивачког члана Курдистанске радничке партије, Абдулахе Оџалана. Они су прогласили штрајк глађу. Било је тврдњи да је неактивност Амнестије узрокована непримереним поштовањем турског и катарског режима. Дана 26. априла Амнести је позвала полицију да насилно избаци демонстранте, и канцеларије су очишћене.
Дана 14. маја 2019. године, Амнести интернашонал поднео је петицију Окружном суду у Тел Авиву, Израел, тражећи укидање извозне дозволе компаније НСО Група за надзорну технологију. У пријави се наводи да „особље Амнести Интернашонала има стални и основани страх да ће и даље бити циљани и ултиматно надгледани“ помоћу НСО технологије. Против НСО-а покренуте су и друге тужбе на израелским судовима због наводних кршења људских права, укључујући пријаву саудијског дисидента Омара Абдулазиза из децембра 2018. године, који је тврдио да је софтвер НСО-а циљао његов телефон током периода у којем је био у редовном контакту са убијеним новинаром Џамалом Кашогџијем.
У септембру 2019. године, изабрана председница Европске комисије Урзула фон дер Лајен створила је ново место „потпредседника за заштиту нашег европског начина живота“, који ће бити одговоран за одржавање владавине закона, унутрашњу безбедност и миграције. Амнести Интернашонал је оптужила Европску унију да „користи кадрирање крајње деснице“ повезујући миграцију са сигурношћу.
Дана 24. новембра 2019, Анил Раж, бивши члан одбора Амнести Интернашонала, убијен је аутомобилском бомбом током рада на Развојним пројектом Уједињених нација. Државни секретар САД Мајк Помпео објавио је Ражову смрт на брифингу 26. новембра, током којег је дискутовао о другим терористичким делима.
Дана 5. децембра 2019. Куми Најду, генерални секретар организације, донео је одлуку да одступи са своје функције из здравствених разлога.

### 2020-те
У августу 2020. године, Амнести Интернашонал је изразила забринутост због, како је то названо, „широко заступљеног мучења мирних демонстраната“ и поступања са притворенима у Белорусији. Организација је такође изјавила да су више од 1.100 људи убили бандити у руралним заједницама на северу Нигерије током првих шест месеци 2020. Амнести Интернашонал је истражила оно што је назвала „прекомерним“ и „незаконитим“ убиствима тинејџера од стране анголске полиције, која је спроводила ограничења током пандемије коронавируса.
У мају 2020. године, организација је изразила забринутост због безбедоносних пропуста у примени софтвера за утврђивање Ковид 19 контаката који је мандаторан у Катару.
У септембру 2020. године, Амнести је обуставила своје индијске операције након што је влада те земље замрзла њихове банкарске рачуне због наводних финансијских неправилности.
Дана 29. октобра 2020. године, Амнести Интернашонал је покренула апликацију за учење људских права под називом „Амнести Академи“.
Дана 2. новембра 2020. године, Амнести Интернашонал је известила да су припадници ОЛФ у селу Гава Канка, Етиопија, убили 54 особе - углавном амхарске жене, децу и старије људе.

## Награде
- Еразмова награда за мир (1976)
- Нобелова награда за мир (1977)[3]
- Награда Уједињених нација (1978)
- Европска награда људских права (1983)
- Награда слободе говора (Freedom of speech Award) (1984)
- Награда Улоф Палме (1991)

Њен први директор, Шон Макбрајд је 1974. године добио Нобелову награду за мир.